# Homeward Bound (film 1923)
Homeward Bound è un film muto del 1923 diretto da Ralph Ince. Sceneggiato da Jack Cunningham su un soggetto di Peter B. Kyne, il film aveva come interpreti principali Thomas Meighan, Lila Lee, Charles S. Abbe, William P. Carleton.

## Trama
In occasione del primo viaggio di uno yacht comperato per la figlia Maria, Rufus Brent, l'armatore, affida il comando al primo marinaio, Jim Bedford, esautorando il capitano, un ubriacone. Bedford e Maria si innamorano. I due si sposano senza il consenso di Brent. Ma, quest'ultimo dovrà ricredersi sul marinaio quando questi salverà lo yacht durante una tempesta in mare.

## Produzione
Il film fu prodotto dalla Famous Players-Lasky Corporation

## Distribuzione
Il copyright del film, richiesto dalla Famous Players-Lasky Corp., fu registrato l'8 agosto 1923 con il numero LP19279.
Distribuito negli Stati Uniti dalla Paramount Pictures e dalla Famous Players-Lasky Corporation, il film - conosciuto anche con il titolo di lavorazione The Light to Leeward - uscì nelle sale cinematografiche il 29 luglio 1923.